# Mindy Sterling
Pour les articles homonymes, voir Sterling.
Mindy Lee Sterling est une actrice américaine, née le 11 juillet 1953 à Paterson, dans le New Jersey, aux États-Unis.

## Filmographie

### Cinéma

#### Longs métrages
- 1981 : Max et le Diable (The Devil and Max Devlin) de Steven Hilliard Stern : Une fan aux Grammy Awards
- 1985 : UFOria de John Binder : Sœur Oma et les clarions
- 1986 : House de Steve Miner : La femme dans la librairie
- 1994 : The Favor de Donald Petrie : Debbie Rollins
- 1994 : The Crazysitter de Michael McDonald : La nounou avec le chien
- 1995 : Man of the Year de Dirk Shafer : Cindee
- 1997 : Austin Powers (Austin Powers: International Man of Mystery) de Jay Roach : Frau Farbissina
- 1999 : La Main qui tue (Idle Hands) de Rodman Flender : Lady Bowler
- 1999 : Austin Powers 2 : L'Espion qui m'a tirée (Austin Powers: The Spy Who Shagged Me) de Jay Roach : Frau Farbissina
- 1999 : Belles à mourir (Drop Dead Gorgeous) de Michael Patrick Jann : Iris Clark
- 1999 : Au bout du désespoir (The Sky Is Falling) de Florrie Laurence : Doris
- 2000 : Le Grinch (How the Grinch Stole Christmas) de Ron Howard : Clarnella
- 2001 : Barstow 2008 de Bob Morrow : Mona Finch
- 2001 : Totally Blonde de Andrew Van Slee : Ramona
- 2002 : Austin Powers dans Goldmember (Austin Powers in Goldmember) de Jay Roach : Frau Farbissina
- 2004 : Eurotrip de Jeff Schaffer : La vieille dame dans le confessionnal
- 2005 : The 12 Dogs of Christmas de Kieth Merrill : Mrs. Walsh
- 2006 : The Enigma with a Stigma de Rhett Smith : Patricia Riley
- 2006 : Domestic Import de Kevin Connor : Bernice Kimmelman
- 2007 : Cook Off! de Cathryn Michon et Guy Shalem : Mrs. Burris
- 2007 : Alerte à Miami : Reno 911 ! de Robert Ben Garant : La mère de Spoder
- 2007 : Beyond the Pale de Victor Fanucchi : Mrs. Plotzkin
- 2007 : Frank de Douglas Cheney : Monica Loveless
- 2008 : Saucisses à tout prix (Wieners) de Mark Steilen : Mrs. Applebaum
- 2008 : Extreme Movie de Adam Jay Epstein et Andrew Jacobson : Jane
- 2009 : Spring Breakdown de Ryan Shiraki : Lavonne
- 2009 : Jesus People: The Movie de Jason Naumann : Claudia
- 2010 : The Newest Pledge de Jason Michael Brescia : Présidente Dumervile
- 2011 : Chéri, j'ai agrandi le chien de Todd Tucker : Helen
- 2011 : Transformers 3 : La Face cachée de la Lune de Michael Bay : Agent d'assurance
- 2012 : Tooth Fairy 2 de Alex Zamm : Lidia (voix originale)
- 2012 : My Two Daddies de Travis Fine : Miss Mills
- 2012 : Noobz de Blake Freeman : Mrs. Robinson
- 2014 : The Little Rascals Save the Day de Alex Zamm : la coordinatrice de talents
- 2015 : Bob Freeman: Exterminator For Hire de Jonathan Moss : Cindy
- 2016 : The Good Neighbor de Kasra Farahani : Mae
- 2016 : Casual Encounters de Zackary Adler : La mère de Justin
- 2016 : Holiday Breakup de Temple Mathews : Nana
- 2017 : Fixed de Alonso Mayo : Dr. Lisa Foster
- 2017 : The 60 Yard Line de Leif Grantvoort : Linda Zagowski
- 2018 : All About Nina de Eva Vives : Amy
- 2018 : Her Side of the Bed de Bryn Woznicki : Debbie Nolan
- 2018 : Brand New Old Love de Cat Rhinehart : Grace Becker
- 2018 : Stuck de Jillian Armenante : Glenda Sue
- 2019 : I'd Like to Be Alone Now de Jon Dabach : Suzie
- 2019 : International Falls de Amber McGinnis : Hazel
- 2019 : My Best Friend's Famous de Kevin Ignatius : Debbie Reilly
- 2020 : Faith Based de Vincent Masciale : Lizzy

#### Courts métrages
- 2006 : Pro-Choice de David Jahn : La mère de Danny
- 2007 : The Captain de Sean K. Lambert : Nedra
- 2007 : Goldfish de Joe Wein : Mrs. Koblick
- 2008 : Happy Wednesday de Jason Naumann : Deana Williams
- 2009 : The Big Idea de Michael Rutherford : Iris Pikarski
- 2012 : The Hunger Pains de David Lincoln : Mrs. Neverclean
- 2012 : Be Forever Now de Casey Geisen : Janet
- 2013 : Seamless de Andrea Meyerson : Svetlana
- 2014 : Ksenia Ruvalskaya de Gilbert M. Shilton : L'infirmière
- 2014 : Bingo Night de Jordan Liebowitz : Vivian
- 2015 : Last Christmas de Nathan Adloff : Helen
- 2016 : Time Travel Romance de Ben Giroux : Marge
- 2017 : The Off Season VR: Ship's Helm Motel de Matthew Celia : Destiny
- 2018 : For Muriel de Rebecca Shapiro : Helen
- 2018 : Pigeon Hole de Ricky Cruz : Rose
- 2019 : I Am Evelyn Rose de Rebecca Flinn-White : Carly
- 2019 : Freeze de Maya Albanese : Maman

### Télévision

#### Séries télévisées
- 1986 : Larry et Balki : Une hôtesse (1 épisode)
- 1991 : Evening Shade : La Wanda (1 épisode)
- 1991 : Riders in the Sky : Lois / La maman (2 épisodes)
- 1991 : On the Television : Personnages variés (7 épisodes)
- 1992 : The Larry Sanders Show : Une scénariste (3 épisodes)
- 1993 : Sauvés par le gong : Clara Meade (2 épisodes)
- 1993 et 1995 : La Vie de famille : Une coach / Une femme (2 épisodes)
- 1994 : Good Advice : Jill (1 épisode)
- 1995 : Sister, Sister : La mère de Denise (1 épisode)
- 1995 : Dream On : Mrs. Fox (1 épisode)
- 1996 : Friends : Wedding Planner (1 épisode)
- 1996 : Nick Freno: Licensed Teacher : Mrs. Fleckner (1 épisode)
- 1997 : Ellen : June Haddassi (1 épisode)
- 1997 : Carol : Maxine (1 épisode)
- 1997 : The Parent 'Hood : Mrs. Frazier (1 épisode)
- 2000 : Manhattan, AZ : Lona (8 épisodes)
- 2001 : Voilà! : Mrs. Lubitz (1 épisode)
- 2001 : La Guerre des Stevens : Ms. Lynch (1 épisode)
- 2002 : Spy Girls : Ylva Gallo (1 épisode)
- 2003 : Pour le meilleur et le pire : La femme propriétaire / Nancy Haley (2 épisodes)
- 2003 : On the Spot : Fifi (5 épisodes)
- 2003 : A Minute with Stan Hooper : Aggie Parmenter (1 épisode)
- 2004 : Joey : La directrice de casting (1 épisode)
- 2004 et 2009 : Reno 911, n'appelez pas ! : Mrs Leonard (2 épisodes) / Doris (1 épisode)
- 2005 : Phénomène Raven : Juge Foodie (1 épisode)
- 2005 : Cuts : Ms. Fennell (1 épisode)
- 2006 : Allie Singer : Jackie Bell (1 épisode)
- 2006 : Un gars du Queens : Sherry (1 épisode)
- 2006 : Lovespring International : Monica (1 épisode)
- 2006 : La Vie de palace de Zack et Cody : Sœur Rose (1 épisode)
- 2007 : Campus Ladies : UMW Officier (1 épisode)
- 2007 : Sales Guys : La reine Nadia (pilote non retenu)
- 2007 : Larry et son nombril : L'infirmière (1 épisode)
- 2007-2012 : ICarly : Ms. Francine Briggs (9 épisodes)
- 2008 : Stop It : Brenda (1 épisode)
- 2008 : Scrubs : Mrs. Cropper (1 épisode)
- 2008 : Earl : Mrs. Zaks (1 épisode)
- 2008 : Rita Rocks : Mrs. Portman (1 épisode)
- 2008 : Mon meilleur ennemi : Arlene Scott (5 épisodes)
- 2008 : Worst Week : Pour le meilleur… et pour le pire ! : Elka (1 épisode)
- 2008 : Unknown Sender : Doris (1 épisode)
- 2010 : 10 Things I Hate About You : Cliente cosmétique (1 épisode)
- 2010 : Svetlana : Mama (1 épisode)
- 2010 : Warren the Ape : La juge (1 épisode)
- 2010 : Glory Daze : Ticket Lady (1 épisode)
- 2010 : Alabama : Dr. Lila Corn (pilote non retenu par FX)
- 2010 : Desperate Housewives : Mitzi Kinsky (6 épisodes)
- 2011 : Elvira's Movie Macabre : Ethel (1 épisode)
- 2011 : 2 Broke Girls : Mrs. Stein (1 épisode)
- 2011 : The League : Nadia (1 épisode)
- 2011-2013 : Section Genius : Principal Susan Skidmore (21 épisodes)
- 2013 : Raising Hope : Procureur (1 épisode)
- 2013-2014 : Legit : Janice Nugent (14 épisodes)
- 2014 : My Gimpy Life : Maggie (1 épisode)
- 2014 : Good Morning Today : Dr. Wilma Frank (1 épisode)
- 2014 : Franklin and Bash : Irina Tanya (1 épisode)
- 2014 : A to Z : Tante Jo (1 épisode)
- 2015 : The Soul Man : Ms. Stroman (1 épisode)
- 2015 : Young and Hungry : Matilda (1 épisode)
- 2015 : In-Between : Georgie (1 épisode)
- 2015-2017 : Black-ish : Pamela (4 épisodes)
- 2015-2017 : Con Man : Bobbie / La femme de Curley (17 épisodes)
- 2016 : The Detour : Bev (1 épisode)
- 2016 : Bad Internet : Femme énervée (1 épisode)
- 2017 : The Off Season : Destiny (3 épisodes)
- 2017 : Life in Pieces : Desiree (1 épisode)
- 2017-2019 : Les Goldberg : Linda Schwartz (10 épisodes)
- 2018 : Grace et Frankie : Sally (1 épisode)
- 2018 : Au fil des jours : Delia (1 épisode)
- 2018 : School of Rock : Gloria (1 épisode)
- 2018 : Les Désastreuses Aventures des orphelins Baudelaire : Elder Anabelle (2 épisodes)
- 2018 : Nobodies : Deborah Diamond (1 épisode)
- 2018 : Ghosted : Gloria Stevens-Jennifer (1 épisode)
- 2018 : The News Tank : Tindy Merling (1 épisode)
- 2018 : Hotel du Loone : Edna (5 épisodes)
- 2018 : Midnight, Texas : Kiva Goldwater (1 épisode)
- 2018 : Shortcomings : Vicky (1 épisode)
- 2019 : SMILF : Sheila (1 épisode)
- 2019 : The Room Actors: Where Are They Now? : Bella (2 épisodes)
- 2019 : Liza on Demand : Tropicana Anna (1 épisode)
- 2020 : Dream Corp LLC : Birdy (1 épisode)
- 2020 : Do the Voice : Jackie (1 épisode)

#### Téléfilms
- 1990 : Working Tra$h de Alan Metter : Mary
- 1995 : Beyond Family de Dan Clark : Maman Zumwalt
- 2004 : 30 Days Until I'm Famous de Gabriela Tagliavini : Lupe Horowitz
- 2005 : Getting Played de David Silberg : Lydia
- 2006 : Haversham Hall de Dennie Gordon : La directrice Moira Grodnickel
- 2007 : La revanche de Déchireman de Savage Steve Holland : Dr. Sheila Voss
- 2008 : Precious Meadows de Sean K. Lambert : Lydia Kleis
- 2009 : Le Sauveur de Noël (The Dog Who Saved Christmas) de Michael Feifer : Grand-mère
- 2010 : Lilly's Light de Daniel Carrey : Peaches
- 2010 : Dick Tracy Special de Warren Beatty et Chris Merrill : Personnel du studio
- 2011 : Le Sauveur d'Halloween de Peter Sullivan : Grand-mère
- 2014 : Le chien qui a sauvé Pâques de Sean Olson : Grand-mère
- 2015 : Le chien qui a sauvé l'été de Sean Olson : Grand-mère
- 2017 : Secs & Execs de Stan Zimmerman : Shirla
- 2017 : Un noël en cadeau de Peter Sullivan : Agnes

## Doublage

### Films d'animation
- 1987 : Le Petit Grille-pain courageux de Jerry Rees : Maman (voix originale)
- 2006 : L'Âge de glace 2 (Ice Age: The Meltdown) de Carlos Saldanha : Female Ox (voix originale)
- 2006 : The Amazing Screw-On Head de Chris Prynoski : Aggie / Geraldine (voix originale)
- 2010 : Alpha et Oméga de Anthony Bell et Ben Gluck : Debbie (voix originale)
- 2011 : Milo sur Mars (Mars Needs Moms) de Simon Wells : Superviseuse (voix originale)
- 2012 : Scooby-Doo : Le Chant du vampire de David Block : Lita Rutland (voix originale)
- 2012 : Scooby-Doo : Blue Falcon, le retour de Michael Goguen : Caterer (voix originale)
- 2013 : Monstres Academy de Dan Scanlon : voix additionnelle (voix originale)
- 2015 : Les Minions de Kyle Balda et Pierre Coffin : voix additionnelle (voix originale)
- 2017 : Moi, moche et méchant 3 de Kyle Balda et Pierre Coffin : voix additionnelle (voix originale)
- 2017 : Batman and Harley Quinn de Sam Liu : Chef de projet (voix originale)
- 2017 : The New Adventures of Max d'Aaron Hawkins, Curtis Koller et Jason Shwartz : Fingus (voix originale)

### Séries d'animation
- 2000 : La Famille Delajungle : Lemur (voix, 1 épisode)
- 2002 : Invader Zim : Comtesse Von Verminstrasser (voix, 1 épisode)
- 2002 : Ginger : La chanteuse leader (voix, 1 épisode)
- 2005 : La Ligue des justiciers : Enid Clinton (voix, 2 épisodes)
- 2006 : Les Remplaçants : Susan, l'éclaireuse (voix, 1 épisode)
- 2006 : American Dragon: Jake Long : Mrs. Grumplestock / Pix McGee (voix, 2 épisodes)
- 2006-2007 : Les Héros d'Higglyville : Tante Mellie (voix, 2 épisodes)
- 2006-2008 : Robot Chicken : Personnages variés (voix, 4 épisodes)
- 2007-2008 : Tak & The Power of Juju : Chaka Ungataka (voix, 2 épisodes)
- 2007-2010 : Chowder : Miss Endive (voix, 28 épisodes)
- 2010-2012 : Kick Kasskoo : Ms. Chicarelli (voix, 8 épisodes)
- 2011 : Looney Tunes Show : Voix additionnelles (voix, 1 épisode)
- 2011-2012 : Scooby-Doo : Mystères associés : Dean Fenk / Frau Gluck / Maman (voix, 3 épisodes)
- 2012 : Winx Club : Morgana (voix, 2 épisodes)
- 2012-2014 : La Légende de Korra : Lin Beifong (voix, 29 épisodes)
- 2015 : Breadwinners : La mère de Buhdeuce (voix, 1 épisode)
- 2015 : Cochon Chèvre Banane Criquet : Jane (voix, 1 épisode)
- 2015 : Trop cool, Scooby-Doo ! : Pipi Wuthering (voix, 1 épisode)
- 2015-2016 : TripTank : Vieille femme / Pêcheuse / Interlocutrice au téléphone (voix, 3 épisodes)
- 2016 : Animals. : Psychic Lady (voix, 2 épisodes)
- 2016 : Mike Tyson Mysteries : Bitsy Morgan (voix, 1 épisode)
- 2016 : Kung Fu Panda : L'Incroyable Légende : Snow Leopard (voix, 1 épisode)
- 2016-2018 : Les Aventures du Chat potté : Miguela (voix, 3 épisodes)
- 2017-2018 : Bienvenue chez les Loud : Officier Schoffner / Femme brune / Dr. Shuttleworth (voix, 2 épisodes)
- 2017-2018 : Voltron, le défenseur légendaire : Ryner (voix, 3 épisodes)
- 2018-2019 : The Epic Tales of Captain Underpants : La mère de Melvin / La mère d'Harold (voix, 3 épisodes)

### Jeux vidéo
- 2004 : Spider-Man 2 : Tante May / Femme piétonne / Scientifique (voix originale)
- 2004 : EverQuest II : Oracle Ulinara / Darmen Sproutmore / Merchant Novak (voix originale)
- 2006 : Superman Returns : Citoyenne de Metropolis (voix originale)
- 2016 : Con Man: The Game : Bobbie (voix originale)

## Distinctions
Sauf indication contraire ou complémentaire, les informations mentionnées dans cette section proviennent de la base de données IMDb.

### Récompenses
- Behind the Voice Actors Awards 2013 :
  - BTVA Television Voice Acting Award de la meilleure performance de doublage par une distribution dans une nouvelle série télévisée pour La Légende de Korra
  - BTVA People's Choice Voice Acting Award de la meilleure performance de doublage par une distribution dans une nouvelle série télévisée pour La Légende de Korra
- Behind the Voice Actors Awards 2014 : BTVA People's Choice Voice Acting Award de la meilleure performance de doublage par une distribution dans une série télévisée pour La Légende de Korra
- Behind the Voice Actors Awards 2015 : BTVA People's Choice Voice Acting Award de la meilleure performance de doublage par une distribution dans une série télévisée pour La Légende de Korra
- Festival du film indépendant de Californie 2018 : Diamond Award
- Chicago Comedy Film Festival 2018 : meilleure distribution pour For Muriel
- Independent Shorts Awards 2018 : meilleure distribution pour For Muriel
- Southern Shorts Awards 2018 : meilleure distribution pour For Muriel

### Nominations
- Blockbuster Entertainment Awards 2000 : meilleure actrice dans un second rôle dans un film comique pour Austin Powers
- Teen Choice Awards 2000 : meilleure alchimie dans un film comique pour Austin Powers, nomination partagée avec Mike Myers
- Behind the Voice Actors Awards 2013 : meilleure performance de doublage féminin dans un second rôle dans une série télévisée pour La Légende de Korra
- Behind the Voice Actors Awards 2014 :
  - meilleure performance de doublage par une distribution dans un téléfilm, un direct-to DVD ou un court métrage pour Scooby-Doo : Blue Falcon, le retour
  - BTVA Television Voice Acting Award de la meilleure performance de doublage par une distribution dans une série télévisée pour La Légende de Korra
- Behind the Voice Actors Awards 2015 : BTVA Television Voice Acting Award de la meilleure performance de doublage par une distribution dans une série télévisée pour La Légende de Korra
- Behind the Voice Actors Awards 2016 : meilleure performance de doublage féminin invitée dans une série télévisée pour Trop cool, Scooby-Doo !
- 69e cérémonie des Primetime Emmy Awards 2017 : 
  - Creative Arts Emmy Awards de la meilleure actrice dans une mini-série comique ou dramatique pour Con Man
  - Creative Arts Emmy Awards de la meilleure actrice dans une mini-série comique ou dramatique pour Secs & Execs
- Behind the Voice Actors Awards 2018 : meilleure performance de doublage par une distribution dans un téléfilm, un direct-to DVD ou un court métrage pour Batman and Harley Quinn
- Indie Series Awards 2018 : meilleure actrice invitée dans une série télévisée comique pour The Room Actors: Where Are They Now?
- Southern Shorts Awards 2018 : meilleure actrice pour For Muriel